# Beyers Naudé

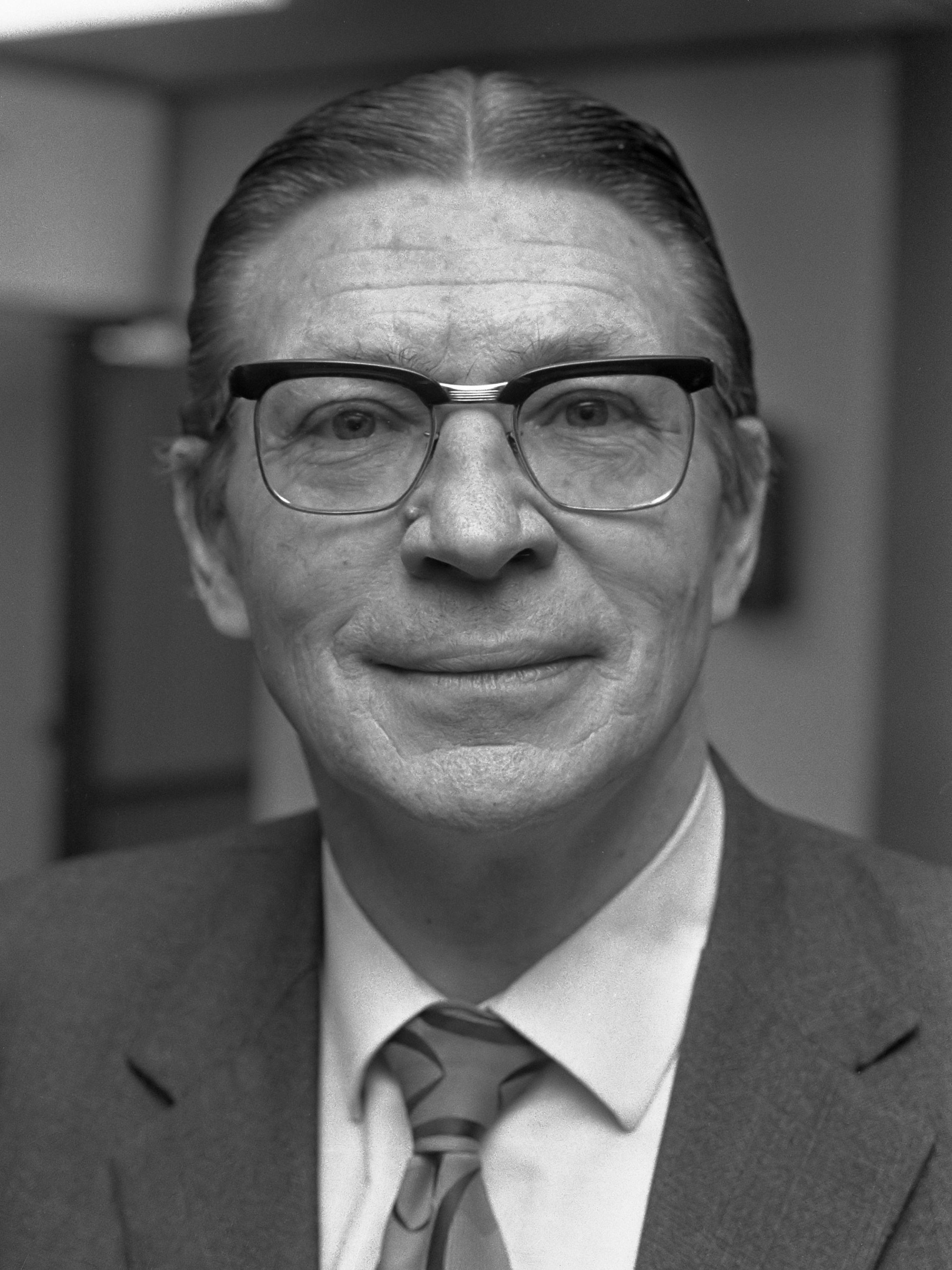
Christiaan Frederik Beyers Naudé (1972)

Christiaan Frederik Beyers Naudé (Roodepoort, 10 mei 1915 – Johannesburg, 7 september 2004) was een blanke Zuid-Afrikaanse predikant die zich tegen de apartheid keerde. 

## Levensloop
Naudé was de zoon van een nationalistische dominee Jozua Francois Naudé, die betrokken was bij de oprichting van de Broederbond. Hij studeerde theologie aan de universiteit Stellenbosch en tot de jaren vijftig verdedigde hij het apartheidsregime met een beroep op de Bijbel. Hij was een van de belangrijkste predikanten van de nationalistische Afrikaner Boeren in de Nederduitse Gereformeerde Kerk.
Toen het leger in 1960 bij een vreedzame demonstratie 69 zwarten doodschoot in Sharpeville en de Nederduitse Gereformeerde Kerk uit de Wereldraad van Kerken stapte, besloot hij apartheid af te wijzen. Hij was de eerste vooraanstaande Afrikaner die dat deed.
Naudé stichtte in 1962 het blad Pro Veritate en werd het jaar erop medeoprichter van het Christelijk Instituut, dat probeerde verzoening tot stand te brengen door middel van een oecumenische dialoog. Hij zegde zijn lidmaatschap van de Broederbond op en keerde zich openlijk tegen deze organisatie. De Nederduits Gereformeerde Kerk zette hem vervolgens af als predikant.
In 1973 werd hij tot een boete veroordeeld omdat hij weigerde te getuigen voor een parlementaire onderzoekscommissie over de activiteiten van enkele anti-apartheidsorganisaties. In beroep werd hij wel vrijgesproken.
In 1977 werd door de Zuid-Afrikaanse regering de bewegingsvrijheid van Naudé voor vijf jaar aan banden gelegd. Later volgde Naudé de anglicaanse aartsbisschop Desmond Tutu op als hoofd van de Zuid-Afrikaanse Raad van Kerken. In 1987 ging Naudé als lid van een Afrikaanse delegatie naar Dakar in Senegal om te praten met het Afrikaans Nationaal Congres, de in Zuid-Afrika verboden partij van Nelson Mandela.
Hoewel Naudé zich nooit heeft aangesloten bij de politieke partij van Nelson Mandela, het Afrikaans Nationaal Congres, werd hij door Mandela na zijn vrijlating gevraagd mee te onderhandelen met de toenmalige president de Klerk. Hij heeft dit altijd beschouwd als een enorm blijk van vertrouwen.
Beyers Naudé overleed op 89-jarige leeftijd.

## Eerbewijzen
Naudé was drager van de Zuid-Afrikaanse Orde van Verdienste en van een Four Freedoms Award in de categorie vrijheid van godsdienst (1984). In 1972 kreeg hij een eredoctoraat van de Vrije Universiteit Amsterdam; in 1989 van de Universiteit Maastricht.
Het Christelijk Gymnasium in Leeuwarden heet sinds 1996 Christelijk Gymnasium Beyers Naudé. In 2016 werd in Zuid-Afrika een gemeente die ontstond uit de fusie van drie gemeenten in de provincie Oost-Kaap naar hem vernoemd.
- Bibliothèque nationale de France: cb12108581r (data)
- Gemeinsame Normdatei: 118586572
- International Standard Name Identifier: 0000 0000 7988 7433
- Library of Congress Control Number: n83200055
- Nationale Bibliotheek van Israël: 987010984354105171
- Nederlandse Thesaurus van Auteursnamen: 070283877
- SNAC: w60k2rfc
- Système universitaire de documentation: 029463734
- Virtual International Authority File: 207059225
- WorldCat: E39PBJbWrY49bVV7yRfMdhkkXd